# Preußische P 3.1
Die Gattung P 31 der Preußischen Staatseisenbahnen waren Dampflokomotiven mit der Achsfolge 1B für den Schnell- und Personenzugverkehr. Die Lokomotiven wurden auch von der Mecklenburgischen Friedrich-Franz-Eisenbahn sowie verschiedenen Privateisenbahnen beschafft.

## Geschichte
Auf der Basis der Konstruktion der preußischen P 2 und der damit gemachten Erfahrungen wurden 1883 durch die Normalien-Kommission neue Musterblätter ausgearbeitet. Insbesondere die Kesselleistung sollte erhöht werden, um die notwendigen Verkehrsleistungen erbringen zu können. So war es mit den bisherigen Lokomotiven auf bestimmten Strecken notwendig, dass die Personenzüge mit Vorspann, also zwei Lokomotiven, gefahren werden mussten. Durch einen höheren Kesseldruck, eine größere Rostfläche und kleinere Zylinder wurde dieses Ziel erreicht und der unwirtschaftliche Vorspannbetrieb entfiel größtenteils. Außerdem wurde die Dampfmaschine besser auf den Kessel abgestimmt.

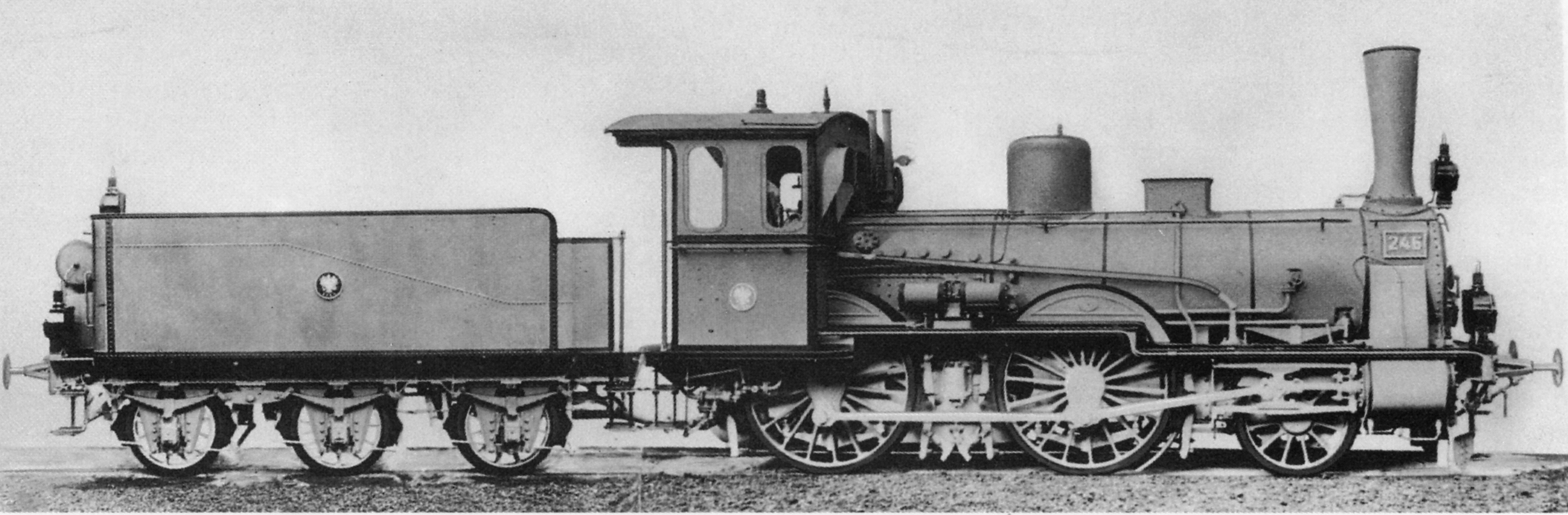
Preußische P 3.1

Die ab 1884 nach dem Musterblatt III1 beschafften Lokomotiven wurden vorrangig als Zuglokomotiven von Schnell- und Personenzügen auf Hauptstrecken bestimmt. Die preußischen Eisenbahnen beschafften von 1884 bis 1897 597 Lokomotiven. Die Lokomotiven wurden mit der Neuordnung des Nummernsystems ab 1905 in die Nummerngruppe 1601 bis 1700 eingeordnet.  Die Hessische Ludwigsbahn beschaffte 1890 bis 1895 20 Lokomotiven dieses Typs von Henschel und Hanomag, die jedoch in einigen Maßen von den preußischen Lokomotiven abwichen. Diese Lokomotiven erhielten die Bahnnummern 9, 12, 17, 18, 125, 194–201 und 207–213. Alle Maschinen wurden durch die preußischen Staatsbahnen übernommen. Von den zwei 1895 durch die Königlich Preussische Militär-Eisenbahn beschafften Lokomotiven wurde eine von der Staatsbahn übernommen. Die Holsteinische Marschbahn besaß neun, die Main-Neckar-Eisenbahn-Gesellschaft sechs und die Dortmund-Gronau-Enscheder Eisenbahn sieben Lokomotiven. Alle wurde durch die preußische Staatsbahn übernommen.  Von den preußischen Lokomotiven waren im vorläufigen Umzeichnungsplan von 1923 noch 12 Lokomotiven zur Umzeichnung in die Bahnnummern 34 7001 bis 7012 vorgesehen. Bis 1925 wurden alle Lokomotiven ausgemustert. Die Lübeck-Büchener Eisenbahn beschaffte 1894/1896 drei Lokomotiven von der Berliner Maschinenbau AG. Sie erhielten die Betriebsnummern 47, 48 und 51 (ab 1917: 23'' bis 25''). Die Maschinen wurden kurz darauf ausgemustert.
13 Maschinen kamen als Folge des Ersten Weltkrieges 1918 zur PKP nach Polen. Sie erhielten dort die Typenbezeichnung Oc1. Alle 13 wurden dort bis spätestens 1939 ausgemustert.
Die Mecklenburgische Friedrich-Franz-Eisenbahn erwarb von 1888 bis 1907 39 Lokomotiven und reihte sie in die Gattung VI ein. Der Deutsch-Nordische Lloyd erwarb zwei Lokomotiven mit den Bahnnummern 8 und 9. 1895 erhielten diese Lokomotiven die Bahnnummern 101 bis 141. Eingesetzt wurden die Lokomotiven unter anderem im Schnellzugdienst auf der Strecke zwischen Neustrelitz und Warnemünde. Von diesen Lokomotiven wurden 1925 durch die Deutsche Reichsbahn noch 22 umgezeichnet. Sie erhielten die Nummern 34 7301 bis 7308 (12 t Achslast) und 34 7351 bis 7364 (13 t Achslast). Die Lokomotiven waren zuletzt nur noch im Rangierdienst anzutreffen.
Die Maschinen waren in der Lage, einen Reisezug mit 185 t in der Ebene mit 80 km/h zu befördern. Bei einer Steigung von 1:100 konnte ein 250 t schwerer Zug mit 24 km/h befördert werden.

## Konstruktive Merkmale
Die Lokomotiven verfügten über einen Blechinnenrahmen. Der Crampton-Kessel hatte eine stark geneigte Rostfläche. Der Dampfdom saß auf dem hinteren Kesselschuss. Die Kesselspeiseventile befanden sich auf der Kesselmitte des ersten Kesselschusses. In den 1890er Jahren wurden die Lokomotiven mit einer längeren Rauchkammer versehen.
Das Zweizylinder-Nassdampftriebwerk war waagerecht vor dem Laufradsatz angeordnet. Es arbeitete auf die erste Kuppelachse. Die Allan-Steuerung war innenliegend.
Das Laufwerk war an vier Punkten abgestützt. Der Laufradsatz war fest im Rahmen gelagert und besaß obenliegende Blattfedern. Die Kuppelradsätze waren unterhalb der Achsen durch Blattfedern abgefedert. Die Federn des Laufradsatzes und des vorderen Kuppelradsatzes waren durch einen Winkelhebel verbunden.
Die Lokomotiven verfügten über Druckluftbremseinrichtungen der Bauart Carpenter für den Tender und die Wagen. Teilweise wurden die Lokomotiven auch mit einer Westinghouse-Druckluftbremse ausgerüstet. Die ab den 1890er Jahren ausgelieferten Lokomotiven hatten eine Schleifer-Schnellbremse, die auf die beiden Kuppelräder von beiden Seiten wirkte. Der Sandstreuer besandete die vordere Kuppelachse von vorn. Der Sandkasten war viereckig.
Gekuppelt waren die Lokomotiven mit Tendern des preußischen Typs 3 T 10,5 oder 3 T 12 mit einem Brennstoffvorrat von 4 t Kohle.